# Damis (Aipytide)
Damis (altgriechisch Δᾶμις Dámis) war gemäß Pausanias im Jahre 724 v. Chr. ein messenische Feldherr aus dem Geschlecht der Aipytiden.
Nachdem im Jahre 724 v. Chr. der messenische König Aristodemos sich am Grabe seiner Tochter selbst getötet hatte, wurde Damis zu Feldherr der Messenier gewählt. Damals starb auch der spartanische König Theopompos, der mit Messenien im Kriege lag. Dessen Nachfolger Zeuxidamos belagerte die Messenier an der Ithome und nahm die befestigte Stadt nach fünf Monaten ein.
Ein Teil der Messenier verließ das Land und die Nachkommen des einstmals ermordeten messenischen Königs Androkles erhielten von den Spartanern das Gebiet in der Hyameia zugewiesen. Die Messenier wurden spartanische Untertanen. Das Land um Rhion erhielten die aus der Argolis vertriebenen Asinäer.
Die Historizität der literarisch ausgeschmückten Ereignisse wird in der Forschung kritisch bewertet und die bei Pausanias angegebenen Datumsangaben gelten als unkorrekt und sollten etwa 40 Jahr später angesetzt werden.

## Quelle
- Pausanias, Reisen in Griechenland 4,10,5; 4,13,5 ff.